# Conrad Adam Johann von Rosen
Conrad Adam Johann von Rosen (1. december 1783 – 26. april 1826 i Plön) var en dansk forstmand, bror til Wilhelm von Rosen og far til Wilhelm Sophus Andreas von Rosen.
Han var søn af kongelig dansk overførster og kammerherre Gottlieb von Rosen (1748-1835) og Regitze von Holstein (1761-1829) og blev ligesom faderen overførster i Holsten, distriktsjægermester og kammer-, forst- og jagtjunker.
1811 ægtede han Birgitte Catharina de Fisker (1. juni 1790 i København - 7. marts 1831), datter af kommandør Frederik Christian Fisker (1760-1814).